# Ulysse Trélat
Ulysse Trélat, född 13 november 1795 i Montargis, död 29 januari 1879 i Menton, var en fransk läkare och politiker.
Trélat blev medicine doktor i Paris 1821, var på 1820-talet en ivrig deltagare i hemliga politiska sällskap och stred under julidagarna 1830 på folkets sida. Han var därefter en av den liberala oppositionens huvudmän och redigerade i Clermont-Ferrand tidningen "Le patriote du Puy-de-Dôme". År 1838 utnämndes till läkare vid hospitalet la Salpêtrière i Paris.
Under revolutionen 1848 utsågs han av provisoriska regeringen till generalkommissarie över fyra departement, blev kort därefter borgmästare (maire) i Paris och överstelöjtnant vid nationalgardet, invaldes i konstituerande nationalförsamlingen, vilken valde honom till sin vicepresident, och var 12 maj till 18 juni 1848 minister för de offentliga arbetena. Han återgick snart till sin läkarbefattning och utnämndes 1872 till professor vid medicinska fakulteten i Paris. Åren 1871–74 var Trélat medlem av Paris municipalråd och dess ålderspresident. Trélat författade åtskilliga medicinska arbeten, bland annat Recherches historiques sur la folie (1839) och La folie lucide (1861).